# Lamkleng
Lamkleng is een bestuurslaag in het regentschap Aceh Besar van de provincie Atjeh, Indonesië. Lamkleng telt 297 inwoners (volkstelling 2010).